# Lambert Jaegers
Lambert Jaegers, né le 3 février 1952 à Eupen est un homme politique belge germanophone, membre d'ECOLO depuis 1981.
Il est diplômé de sociologie (Université de Liège) et de politique économique et sociale (UCL). 
Secrétaire régional d'ECOLO de 1987 à 1991. 
Membre du CA de la Société Wallonne du Logement (2003-06). 

## Fonctions politiques
- 1990-2004 : membre du Conseil de la Communauté germanophone
  - chef de groupe de 1992 à 2004
  - membre du conseil Eurégio Meuse-Rhin
- 2006-2009 : membre du parlement germanophone.